# アカツキガユ
アカツキガユ（暁粥、アカヅキ粥、あずきがゆとも）は、宮城県の阿武隈丘陵を中心とした食習俗で、1月15日の小正月に無病息災を願って食べる小豆粥。かゆ柱として焼いたもちを入れる場合もある。塩味は、全く入れないもの、入れるもの、双方の場合がある。
1月14日の夜に、正月飾りの松や注連縄を下ろし、箕の上に纏めて床の間または臼の上に置き、夜半を過ぎると年男が小豆粥を炊く。この粥をアカツキガユといい、下ろした松や注連縄に供え、家内中が粥を食べる。
毎年1月15日の小正月にアカツキガユを食べると、一年の邪気を払う、これを吹いて食べると稲の花が咲くころに大風が吹く、また、この粥を体に塗ると蚊やブヨに刺されない、などの言い習わしがあり、少々残しておきお十八夜に食べるという風もある。
アカツキガユを炊いた後の囲炉裏の燠を灰や紙の上に12個並べて、その燃え具合によって1年の天候を占うオキダメシ（燠試し）も農家では行われた。アカツキガユを炊いたら、この日以降は小豆餅を食べてもいいと広く伝承されている。